# جيمس دبليو. بوتس
جيمس دبليو. بوتس هو صحفي وسياسي أمريكي، ولد في 1830، وتوفي في 1896.